# Csenej
Csenej (szerbül Ченеј / Čenej) Újvidék községhez tartozó falu Szerbiában, a Vajdaságban, a Dél-bácskai körzetben.

## Népesség

### Demográfiai változások
| 1948 | 1953 | 1961 | 1971 | 1981 | 1991 | 2002 |
| ---- | ---- | ---- | ---- | ---- | ---- | ---- |
| 2778 | 2125 | 2078 | 1828 | 1686 | 1577 | 2115 |